# 18-я армия (СССР)

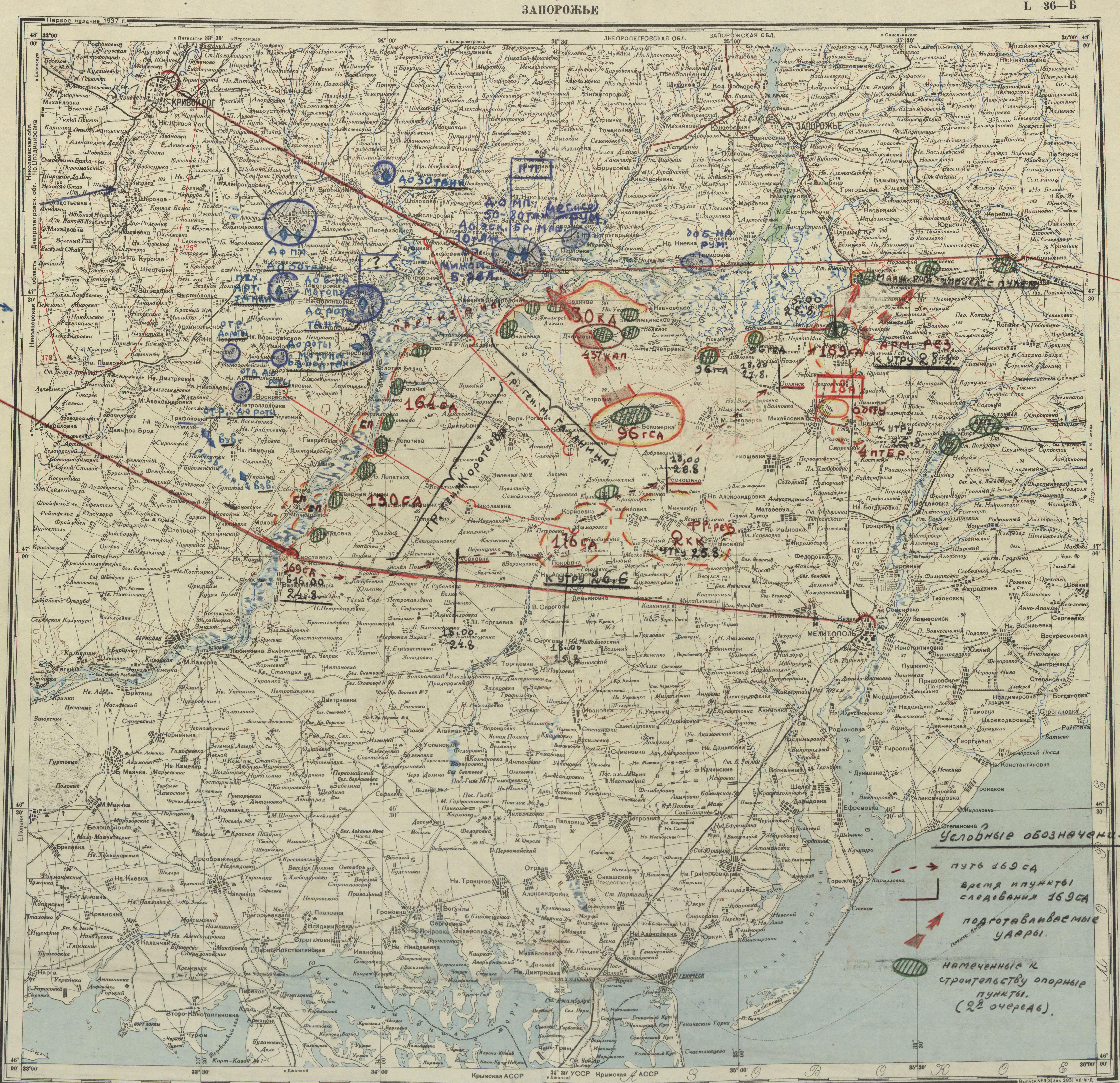
18-я армия при обороне Запорожья в августе 1941 года.
Оперативная карта.

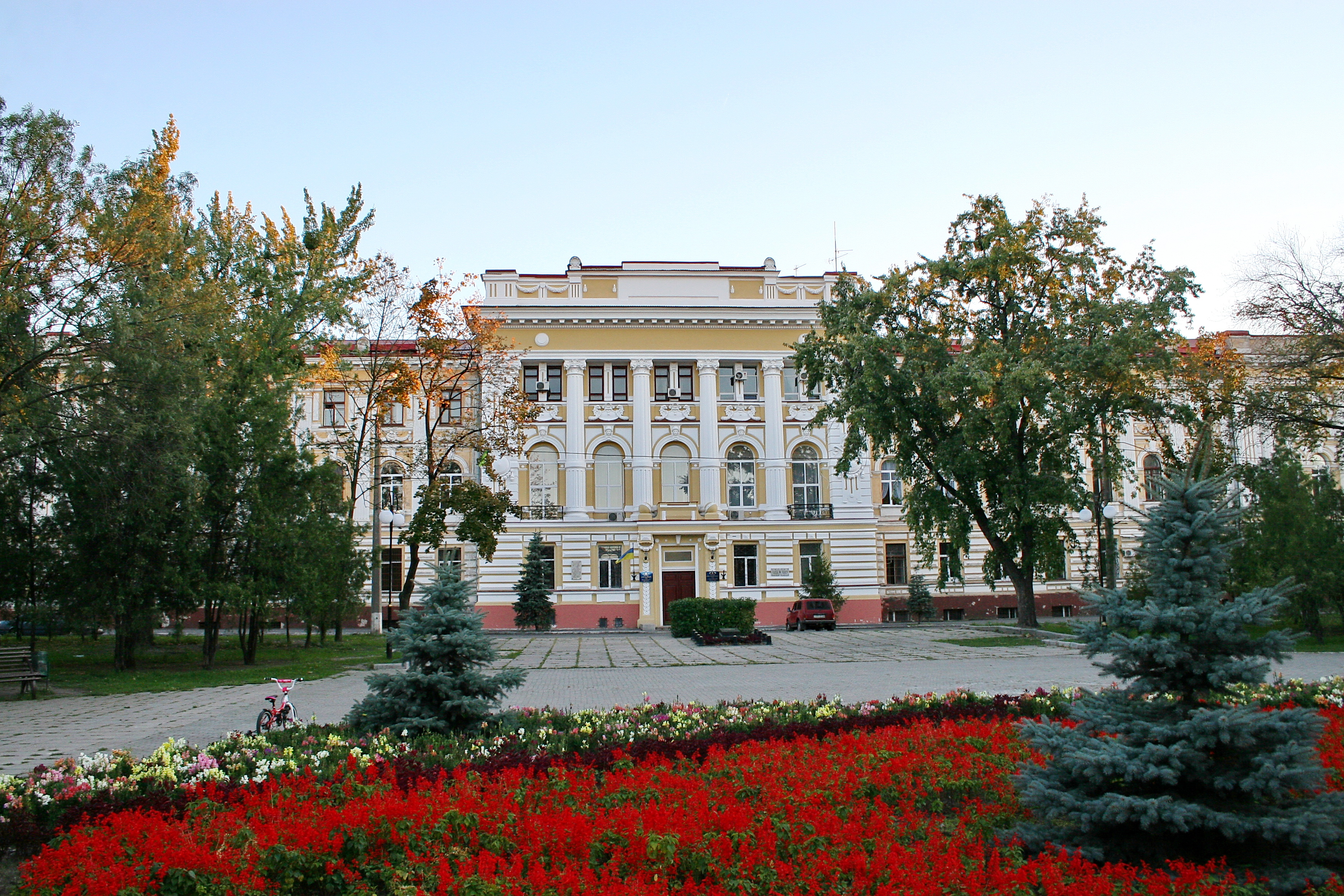
Здание в Харькове, в котором работали, в разное время, штабы Харьковского военного округа, Юго-Западного фронта и 18-й армии.

18-я армия (18 А) — формирование (оперативное войсковое объединение, армия) РККА в составе Вооружённых Сил СССР во время Великой Отечественной войны.
С 11 февраля по 5 апреля 1943 года носила наименование 18-я десантная армия.

## Состав

### На 1943
- 17 ск (25.06.41 — 22.08.41)
  - 164 сд (22.06.1941 — 25.08.1941)
  - 189 сд (07.07.1941 — 13.07.1941)
  - 169 сд (07.08.1941 — 22.08.1941)
- 10 УР — Каменец-Подольский (25.06.41 — 30.08.41)
- 12 УР — Могилев-Подольский — Ямпольский (25.06.41 — 31.08.41)
- 47 Опсвязи 18-й армии Туапсинского оборонительного района (47 опс ТОР) (25.06.1941 — 27.01.1943)
- 96 гсд (25.06.1941 — 09.09.1941)
- 182 армейский запасный стрелковый полк (182 азсп) (25.06.1941 — 21.08.1943)
- 55 ск (29.06.1941 — 25.08.1941)
- 189 сд (13.07.1941 — 15.07.1941)
- 2 кк (29.07.1941 — 21.08.1941)
- 28 гсд (01.08.1941 — 10.08.1941)
- 60 гсд (20.08.1941 — 19.09.1941)
- 99 сд (05.09.1941 — 10.11.1941)
- 88 оп связи 12-й армии (07.09.1941 — 11.05.1945)
- 96 сд (09.09.1941 — 01.01.1942)
- 130 сд (14.09.1941 — 13.10.1941)
- 4 сд (17.09.1941 — 01.11.1941)
- 15 тбр (22.09.1941 — 26.09.1941)
- 132 тбр (01.10.1941 — 29.10.1941)
- 274 сд (04.10.1941 — 20.10.1941)
- 38 кд (12.10.1941 — 06.12.1941)
- 136 сд (21.10.1941 — 16.02.1942)
- 296 сд (22.10.1941 — 14.02.1942)
- 176 сд (02.12.1941 — 06.12.1941)
- 68 кд (14.12.1941 — 18.12.1941)
- 1 кк (16.12.1941 — 01.01.1942)
- 2 тбр (26.12.1941 — 18.01.1942)
- 66 кд (30.12.1941 — 05.01.1942)

## История

### 1941 год
Сформирована в июне 1941 года на базе управления Харьковского ВО и войск Киевского Особого ВО. В неё были включены 17-й стрелковый корпус (96-я и 60-я горнострелковые дивизии, 164-я стрелковая дивизия), 16-й механизированный корпус (39-я и 15-я танковые дивизии, 240-я моторизованная дивизия), 64-я авиационная дивизия, 45-я смешанная авиационная дивизия (без 161-го истребительного авиационного полка). В резерве Главного командования (РГК).
25 июня 1941 года армия вошла в состав Южного фронта. В конце июня в её состав дополнительно были переданы 55-й стрелковый корпус (169-я и 130-я стрелковые дивизии) и 10-й укреплённый район.
В июне-июле 1941 года 18-я армия во взаимодействии с другими войсками фронта вела оборонительные бои на границе с Румынией, в августе — на юге Правобережной Украины, в сентябре — на левом берегу Днепра.
16 сентября 1941 года 15-я танковая бригада включена в состав Южного фронта с подчинением 18-й армии, в составе армии бригада находилась до 26 сентября 1941 года. С конца сентября в состав армии передана 136-я стрелковая дивизия, 28 сентября 1941 вступившая в бой в районе села Малая Белозёрка (60 км сев.-зап. г. Мелитополь).

Окружение вермахтом частей РККА под селом Осипенко

В ходе Донбасско-Ростовской оборонительной операции в результате обходного манёвра 1-й танковой армии вермахта, в начале октября 1941 года основная часть сил армии и некоторые части 9-й армии попали в окружение в районе посёлка Черниговка и понесла тяжёлые потери. В плен попало более 60 тысяч красноармейцев. Командующий армией генерал-лейтенант А. К. Смирнов погиб 8 октября 1941 года при попытке прорыва из окружения. Было потеряно 212 танков и 672 артиллерийских орудия (по немецким данным).
Анализ событий у Черниговки дан также в книге А. В. Исаева. Автор утверждает, что из окружения группами вышло не менее 30 тыс. человек, а именно: оперативная группа штаба 18-й армии под командованием В. Я. Колпакчи, части 30-й, 51-й, 99-й, 130-й, 164-й, 176-й, 218-й, 274-й и 96-й Винницкой горной (командир — полковник И. М. Шепетов) стрелковых дивизий.
О событиях у Черниговки рассказывает в своих мемуарах очевидец — известный советский лётчик-ас А. И. Покрышкин.
Командующий 11-й армией вермахта Э. фон Манштейн описывает события у Черниговки так:

Предвидя, по-видимому, нашу попытку быстро занять Крым, противник подтянул новые силы на участок фронта между Днепром и Азовским морем.

[…]

26 сентября противник перешёл здесь в наступление на Восточный фронт нашей армии двумя новыми армиями, 18-й и 19-й, в составе двенадцати дивизий, частично вновь прибывших, частично заново пополненных.

[…]

Противник вновь и вновь наносил фронтальные удары своими двумя армиями, чтобы сорвать наши намерения в отношении Крыма. И, видимо, у него уже не было резервов, чтобы прикрыть себя со стороны запорожского и днепропетровского плацдармов на Днепре, откуда его северному флангу угрожала 1 танковая группа генерала фон Клейста.

[…]

В последующие дни удалось во взаимодействии с 1 танковой группой окружить основные силы обеих армий противника в районе Большой Токмак — Мариуполь (Жданов) — Бердянск (Осипенко) либо уничтожить их в параллельном преследовании. Мы захватили круглым счётом 65 000 пленных, 125 танков и свыше 500 орудий.

В октябре — декабре 1941 года остатки армии принимали участие в Донбасской оборонительной и Ростовской наступательной операциях (17 ноября — 2 декабря).

### 1942 год

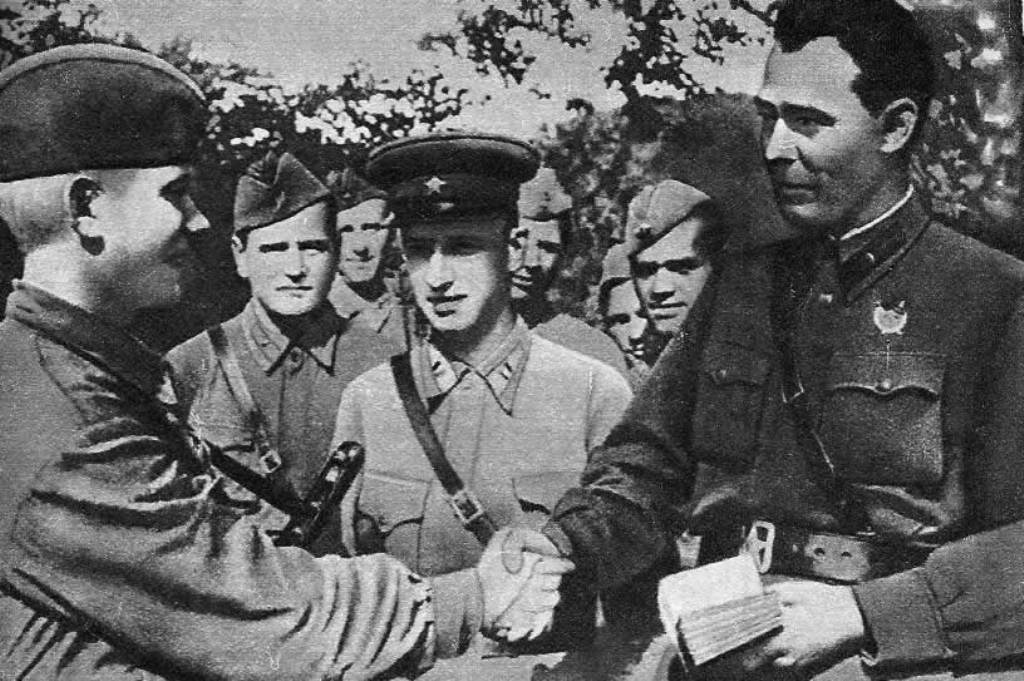
Бригадный комиссар Л. И. Брежнев (крайний справа) в 1942 году, с 1943 года начальник политического отдела 18-й армии, вручает партбилет помкомвзвода А. Малому.

Летом и осенью 1942 года части 18-й армии сражались в бассейне Дона, Кубани и в предгорьях Кавказа. В составе Приморской группы войск армия участвовала в Армавиро-Майкопской операции, проходившей 6 — 17 августа 1942 года. 25 сентября — 20 декабря принимала участие в Туапсинской оборонительной операции.

### 1943 год
В январе 1943 года соединения армии участвовали в Новороссийско-Майкопской наступательной операции, в феврале — в Краснодарской операции (9 февраля — 16 марта), в освобождении Краснодара (12 февраля). В феврале 1943 года 18-я армия была выведена в район Туапсе, где началось сформирование 18-й десантной армии. В состав 18 ДА вошли управление, 10-й гвардейский стрелковый и 16-й стрелковый корпуса, 176-я и 318-я стрелковые дивизии, 5-я гвардейская танковая бригада, два артиллерийских полка резерва Ставки ВГК, гвардейский миномётный полк реактивной артиллерии. В состав 18 А также были переданы десанты, ранее высаженные южнее Новороссийска, — десантный отряд майора Ц. Л. Куникова, воинские части 83-й и 255-й бригад морской пехоты, 107-й и 165-й стрелковых бригад, 31-й парашютно-десантный полк, пулемётный батальон и 29-й истребительно-противотанковый полк. Произведя десантную операцию на плацдарм южнее города Новороссийск, вошедший в историю под названием «Малая земля», закрепилась там, на «Малую землю» позднее были переправлены и другие формирования армии.

На плацдарме сражалось почти две трети 18-й десантной армии, и большую часть своего времени я проводил на Малой земле. Так что и на мою долю из тех килограммов смертоносного металла тоже кое-что предназначалось.

Думается, что десант на Малую землю и бои на ней могут служить образцом военного искусства. Мы тщательно подбирали людей, специально готовили их. На Тонком мысу в Геленджике тренировали штурмовые группы, учили их прыгать в воду с пулемётами, взбираться по скалам, бросать гранаты из неудобных положений. Бойцы освоили все виды трофейного оружия, научились метать ножи и бить прикладами, перевязывать раны и останавливать кровь. Запоминали условные сигналы, наловчились с завязанными глазами заряжать диски автоматов, по звуку выстрелов определять, откуда ведётся огонь. Без этой выучки дерзкий десант и особенно самая первая ночная схватка были немыслимы — всё предстояло делать в темноте, на ощупь. — Леонид Ильич Брежнев, Малая земля, Издание: в кн.: Брежнев Л.И., Воспоминания, М.: Политиздат, 1982 год.
Авиационную поддержку осуществляла сформированная Геленджикская авиационная группа, возглавляемая генерал-майором авиации Изотовым В. И. Геленджикская группа в составе 2-х авиационных дивизий и 4-х авиационных полков ВВС Черноморского флота, обеспечивала операцию, проводимую частями 18-й десантной армии в районе Мысхако. За период с 17 апреля 1943 года по 27 апреля 1943 года частями группы сбито 42 и уничтожено на аэродромах 20 самолётов противника. Части группы за указанный период выполнили 920 самолёто-вылетов, имея ограниченный ресурс боеготовых самолётов (24 — 28 самолётов).
После выполнения десантной операции в апреле 1943 года 18-я десантная армия получила своё прежнее наименование — 18-я армия. В сентябре — октябре 1943 года войска армии участвовали в Новороссийско-Таманской стратегической операции (9 сентября — 9 октября), в ходе которой освободила от немцев Новороссийск.
В ходе Керченско-Эльтигенской десантной операции (31 октября — 11 декабря 1943 года) войска армии высадили 1 ноября десант южнее Керчи и захватили плацдарм, который удерживали 40 суток.
20 ноября 1943 года армия была выведена в резерв Ставки ВГК и передислоцирована в район Киева, где 30 ноября была включена в состав 1-го Украинского фронта. С 24 декабря 1943 по 14 января 1944 года войска армии принимали участие в Житомирско-Бердичевской операции.

### 1944 год
В 1944 году армия продолжила ведение боевых действий на территории Украины, приняв участие в Проскуровско-Черновицкой (4 марта — 17 апреля) и Львовско-Сандомирской (13 июля — 29 августа) операциях. 5 августа армия была передана 4-му Украинскому фронту, в составе которого действовала в ходе Восточно-Карпатской операции (8 сентября — 28 октября).

### 1945 год
В 1945 году 18 А в составе 4-го Украинского фронта действовала до конца войны, приняв участие в ряде операций: Моравско-Остравской (10 марта — 5 мая 1945) и Пражской стратегической (6—11 мая 1945).
В июне 1945 года армия была передана в состав Северной группы войск. Там управление армии после передачи войск в другие объединения было выведено в Тбилисский военный округ. Там оно приняло следующие войска: 12 ск (296 сд, 402 сд, 406 сд), 13 ск (392 сд, 407 сд), а также 51 УР, 78 УР, 151 УР.

### 1946 год
Была расформирована в мае 1946 года. Управление обращено на доукомплектование управления Закавказского военного округа.

### 1967—1969 год
В период с 27.07.1967 по 19.08.1969 гг. 15-я общевойсковая армия именовалась 18-й общевойсковой армией, затем ей было возвращено прежнее наименование.
| Боевой состав | Боевой состав | Боевой состав | Боевой состав                            | Боевой состав                     | Боевой состав                         | Боевой состав    |
| На дату       | Стрелковые и кавалерийские соединения                                                                                              | Артиллерийские и миномётные соединения | Танковые и механизированные соединения   | Авиация                           | Инженерные и сапёрные части           | Огнемётные части |
| ------------- | --- | --- | ---------------------------------------- | --------------------------------- | ------------------------------------- | ---------------- |
| 25.06.1941    | 17 ск (60, 96 гсд, 164 сд) | - | 16 мк (15, 39 тд, 240 мд)                | 45, 64 сад                        | -                                     | -                |
| 01.07.1941    | 17 ск (60, 96 гсд, 164 сд), 55 ск (130, 169 сд), 10 УР                                                                             | 4 арт. бригада ПТО, 207, 437 кап, 30, 375 озад | 16 мк (15, 39 тд, 240 мд, 19 мцп)        | 45 сад                            | 7 пмп                                 | -                |
| 10.07.1941    | 17 ск (96 гсд, 164, 189 сд), 55 ск (130, 169 сд), 60 гсд, 30 кд, 10 и 12 УР                                                        | 4 арт. бригада ПТО, 269, 274, 437 кап, 137 гап б/м РГК, 30, 163, 375 озад | 39 тд, 145 отп, 19 мцп                   | 64 иад, 45 сад                    | 7 пмп, 19, 21 пмб                     | -                |
| 01.08.1941    | 17 ск (96 гсд, 164 сд), 55 ск (130, 169 сд), 10, 12 УР                                                                             | 4 арт. бригада ПТО, 269, 274, 437 кап, 137 гап б/м РГК, 30 озад | 47 тд, 218 мд                            | 45 сад                            | 19, 21, 22 пмб                        | -                |
| 01.09.1941    | 130, 164 сд, 96 гсд, 30 кд | 437 кап, 30, 85 озад | -                                        | 45 сад                            | 19, 21, 22 пмб, 68 оиб                | -                |
| 01.10.1941    | 4, 96, 99, 130, 164 сд | 266, 268, 394, 437 кап, 30, 85, 508 озад | 15 тбр                                   | -                                 | 50, 524 осб                           | -                |
| 01.11.1941    | 96, 99, 296, 383, 395 сд, 30, 38 кд                                                                                                | 4 арт. бригада ПТО, 268, 437 кап, 411 озад | -                                        | 45 сад                            | 68 оиб, 19 пмб, 247, 517 осб          | -                |
| 01.12.1941    | 136, 296, 383, 395 сд, 30, 38 кд, 197 сп (99 сд)                                                                                   | 530, 727 ап ПТО, 364, 411 озад | -                                        | 45 сад                            | 68 оиб, 247, 517 осб                  | -                |
| 01.01.1942    | 136, 296, 353, 383, 395 сд, 1 кк (35, 56, 68 кд), 73 окп                                                                           | 870 гап, 530, 558, 727 ап ПТО, 2 гв. мп, 30 озадн | 2 тбр                                    | 14, 21, 45 сад                    | 247, 517 осб, 68 оиб                  | -                |
| 01.02.1942    | 136, 296, 353, 383, 395 сд | 530, 558 ап ПТО, 8 гв. мп, 30 озадн | -                                        | 20 иад                            | 68 оиб, 247, 517 осб                  | -                |
| 01.03.1942    | 15 гв. сд, 353, 383, 395 сд | 530, 558 ап ПТО, 1/8 гв. мп, 30 озадн | -                                        | 20 иад                            | 68 оиб, 247, 517 осб, осб (б/н)       | -                |
| 01.04.1942    | 15 гв. сд, 353, 383, 395 сд | 530 ап ПТО, 101 огв. мдн, 30 озадн | -                                        | 16 гв. иап, 88, 131 иап, 718 лбап | 68 оиб, 247, 517, 865 осб             | -                |
| 01.05.1942    | 216, 353, 383, 395 сд | 377 аап, 530 ап ПТО, 101 огв. мдн, 30 озадн | -                                        | 16 гв. иап, 88, 131 иап, 718 лбап | 68 оиб, 247, 517, 865 осб             | -                |
| 01.06.1942    | 216, 353, 383, 395 сд | 377, 880 аап, 530 лап, 49 гв. мп, 101 огв. мдн, 30 озадн | 65 одн бронепоездов                      | 718 сап                           | 68 оиб, 247, 517, 865 осб             | -                |
| 01.07.1942    | 216, 353, 383, 395 сд | 377, 880 аап, 530 лап, 49 гв. мп, 101 огв. мдн, 30, 364 озадн | 64 тбр, 65 одн бронепоездов              | 718 сап                           | 38 ип, 68, 172 оиб, 247, 517, 865 осб | -                |
| 01.08.1942    | 216, 236 сд, 353, 383, 395 сд, 16 сбр, 68 морская сбр                                                                              | 368, 377, 880 аап, 530 иптап, 67 гв. мп, 30, 364 озадн | 51, 53 одн бронепоездов                  | 718 сап                           | 38 ип, 68, 172 оиб, 247, 517, 865 осб | -                |
| 01.09.1942    | 31, 236 сд, 383 сд, 10 гв. кд, 1331 сп                                                                                             | оминп Краснодарского артиллерийско-миномётного училища | -                                        | -                                 | 68, 172 оиб, 247, 517, 865 осб        | -                |
| 01.10.1942    | 32 гв. сд, 31, 236 сд, 328, 383, 395 сд, 68 морская сбр, 12 гв. кд, окп (б/н)                                                      | 377 аап, 1167 пап, 521, 530, 1187 иптап, минп (б/н), 67 гв. мп, 236 сд, 249 зенап | 40 мсбр                                  | -                                 | 8, 50, 68, 172, 332 оиб               | -                |
| 01.11.1942    | 32 гв. сд, 328, 353, 383 сд, 8 и 9 гв. сбр, 10, 68, 107, 119, 165 сбр, окп (б/н)                                                   | 377 аап, 880, 1167 пап, 81 гап, 1187 иптап, минп (б/н), 67 (без 322 д-на), 305 гв. мп, 48 огв. мдн, 222/25 гв. мп, 1 и 2 огв. горновьючные мин. батареи, 236 сд, 249 зенап                            | 40 мсбр                                  | -                                 | 8, 50, 68, 332 оиб                    | -                |
| 01.12.1942    | 32 гв. сд, 328, 353, 383 сд, 83 гсд, 8 и 9 гв. сбр, 10, 107, 119, 165 сбр, 1, 2, 3, 5 отд. отряды моряков, 8 горнострелковый отряд | 377, 880, 1167 аап, 81 гап, 196 горновьючный минп, минп (б/н), 67 гв. мп, 2 горновьючный огв. мдн, 48 огв. мдн, 1 и 2 огв. горновьючные минбатареи, 236 сд, 249 зенап                                 | -                                        | -                                 | 8, 50, 68, 332 оиб                    | -                |
| 01.01.1943    | 16 ск (10, 107, 119 сбр), 32 гв., 353, 383 сд, 83 гсд, 9 гв., 40 сбр                                                               | 377, 880 аап, 81 гап, 196 горно-вьючн. минп, 236 сд, 249 зенап | -                                        | -                                 | 8, 50, 332 оиб                        | -                |
| 01.02.1943    | 236 сд, 353, 395 сд, 10, 68, 119 сбр                                                                                               | 647 аап, 418 иптап, минп (б/н), 67 гв. мп, 2 огв. горно-вьючн. мдн, 2 огв. горно-вьючн. мин. батарея, 236 зенап                                                                                       | -                                        | -                                 | 50, 332 оиб                           | -                |
| 01.03.1943    | 10 гв. ск (4, 5, 6 и 9 гв. сбр), 16 ск (51, 107, 165 сбр), 20 ск (8 гв., 83 сбр, 255 морская сбр), 176, 318, 337 сд                | 92 гв. кап, 69 гв., 1167 аап, 81 гап, 350 гап БМ, 18, 29, 34, 418, 490, 1115 иптап, 569 аминп, 51 гв. миндн, 236 зенап                                                                                | 5 гв. тбр                                | -                                 | 50, 332, 338 оиб, 11 осб              | -                |
| 01.04.1943    | 3 ск (9, 60, 155 сбр), 16 ск (51, 107 сбр, 897 сп/242 гсд), 20 ск (8 гв., 83, 165, 255 сбр), 176, 318 сд, 81 морская,111 сбр       | 1014 кап, 69 гв., 547, 1167 аап, 81 гап, 350 гап БМ, 490, 1115 иптап, 574, 879, 1258 зенап, 30 озадн                                                                                                  | 5 гв. тбр, 563 отб                       | -                                 | 11, 50, 332, 338 оиб                  | -                |
| 01.05.1943    | 16 ск (51, 107, 165 сбр), 20 ск (8 гв., 83, 255 сбр), 22 ск (103,111 сбр), 176, 318 сд                                             | 69 гв., 1167, 1169 аап, 81 гап, 350 гап БМ, 490, 1115 иптап, 574, 879, 1258 зенап, 21, 30 озадн | 563 отб                                  | -                                 | 50, 174, 332, 338 оиб                 | -                |
| 01.06.1943    | 16 ск (8 гв., 51, 107 сбр), 20 ск (83, 165, 255 сбр), 176, 318 сд, 81 морская сбр                                                  | 69 гв., 1167, 1169 пап, 81 гап, 350 гап БМ, 490, 1115 иптап, 574, 1258 зенап, 21, 30 озадн | 132 отб                                  | -                                 | 50, 174, 332, 333, 338 оиб            | -                |
| 01.07.1943    | 20 ск (8 гв., 83, 255 сбр), 176, 318 сд, 81 морская сбр, 107 сбр                                                                   | 69 гв., 1167, 1169 пап, 81 гап, 350 гап БМ, 108 гв., 490 иптап, 574,1258 зенап, 21, 30 озадн | 132 отб                                  | -                                 | 50, 174, 332, 338 оиб                 | -                |
| 01.08.1943    | 20 ск (8 гв. сбр, 83 морская сбр, 255 бр. морской пехоты), 176, 318 сд, 81 морская сбр, 107 сбр                                    | 124 габр БМ, 69 гв., 1167, 1169 пап, 81 гап, 108 гв., 490 иптап, 879 зенап (20 зенад), 574, 1258 зенап, 21, 30 озадн                                                                                  | 132 отб                                  | -                                 | 50, 332, 338 оиб                      | -                |
| 01.09.1943    | 20 ск (8 гв. сбр, 83 морская сбр, 255 бр морской пехоты), 89, 176, 318 сд, 81 морская, 107 сбр, 78 оптб                            | 124 габр БМ, 69 гв., 1167, 1169 пап, 81 гап, 108 гв., 490 иптап, 195 горно-вьючн. минп, 269, 272 гв., 879 зенап, 21, 30, 179 озадн                                                                    | 132 отб                                  | -                                 | 50, 332, 338 оиб                      | -                |
| 01.10.1943    | 20 ск (8 гв. сбр, 81 и 83 морские сбр), 55 гв., 89, 176, 318, 414 сд, 107 сбр, 255 бр морской пехоты, 10 гв. оптб                  | 124 габр БМ, 69 гв., 377, 880, 1167, 1169 пап, 81 гап, 103 иптап (16 иптабр), 108 гв., 490 иптап, 195 горно-вьючн. минп, 8 гв. мп, 1339 зенап (20 зенад), 269 и 272 гв., 879 зенап, 21, 30, 179 озадн | 5 гв. тбр, 1448 сап, 132 отб             | -                                 | 50, 174, 338 оиб                      | -                |
| 01.11.1943    | 11 ск (304, 316, 414 сд), 20 ск (117 и 129 гв., 318 сд), 22 ск (89, 317, 395 сд), 255 бр морской пехоты                            | 69 гв., 1167 пап, 108 гв., 490, 1174 иптап, 195 горно-вьючн. минп, 569 минп, 8 гв. мп, 20 зенад (1333, 1339, 1345, 1351 зенап), 269 и 272 гв. зенап, 21, 30 озадн                                     | 5 гв. тбр, 85 отп, 1449 сап              | -                                 | 50, 338 оиб, 897 осб                  | -                |
| 01.12.1943    | 11 ск (117 гв., 304, 316 сд), 22 ск (129 гв., 317, 395 сд), 24, 276, 389 сд                                                        | 69 гв. пап, 108 гв. иптап, 569 минп, 269 гв. зенап | -                                        | -                                 | 50 оиб                                | -                |
| 01.01.1944    | 22 ск (129 гв., 71, 317 сд), 52 ск (117 гв., 24, 395 сд), 101 ск (161 сд)                                                          | 17 адп (37 лабр, 39 пабр, 50 габр, 92 тгабр, 108 габр БМ, 22 минбр), 69 и 112 гв. пап, 1528 гап, 108 и 312 гв., 408, 493 иптап, 569 минп, 37 зенад (1400, 1404, 1408, 1412 зенап), 269 гв. зенап      | 12 гв. отп                               | -                                 | 50 оиб                                | -                |
| 01.02.1944    | 22 ск (129 гв., 71, 317, 395 сд), 52 ск (117 гв., 24, 161 сд)                                                                      | 17 адп (37 лабр, 39 пабр, 50 габр, 92 тгабр, 108 габр БМ, 22 минбр), 69 и 112 гв. пап, 408 иптап, 569 минп, 37 зенад (1400, 1404, 1408, 1412 зенап), 269 гв. зенап                                    | 12 гв. отп                               | -                                 | 50 оиб, 9 пмб                         | -                |
| 01.03.1944    | 11 ск (271, 276, 316 сд), 22 ск (129 гв., 71, 317, 395 сд), 52 ск (117 гв., 24, 161 сд)                                            | 69 гв. пап, 408 иптап, 569 минп, 269 гв. зенап | -                                        | -                                 | 50 оиб                                | -                |
| 01.04.1944    | 22 ск (129 гв., 161, 317 сд) | 69 гв. пап, 569 минп, 269 гв. зенап | -                                        | -                                 | 50 оиб                                | 1 ооб            |
| 01.05.1944    | 17 гв. ск (2 гв. ВДД, 8, 317 сд), 11 ск (24, 271, 351 сд), 95 ск (66 гв., 9, 138 сд), 220 сд                                       | 9, 477, 494 и 496 горно-вьючн. минп | 11 и 72 гв. отп, 374 гв. тсап            | -                                 | 9 исбр, 12 гв. оиб, 897 сапб (22 ск)  | -                |
| 01.06.1944    | 11 ск (24, 226, 271 сд), 17 гв. ск (2 гв. вдд, 8, 317 сд), 95 ск (66 гв., 9-я пластунская, 138 сд), 351 сд                         | 146 пабр, 839 гап, 8 гв. иптабр, 196 гв., 1646 иптап, 9, 477, 494 и 496 горно-вьючн. минп, 18 гв. мбр (3 гв. мд), 5 и 65 гв. мп, 37 зенад (1400, 1404, 1408, 1412 зенап)                              | -                                        | -                                 | 9 исбр, 897 осапб                     | -                |
| 01.07.1944    | 11 ск (24, 226, 271 сд), 17 гв. ск (2 гв. вдд, 8, 317 сд), 95 ск (66 гв., 138 сд), 9 пласт., 351 сд                                | 839 гап, 8 гв. иптабр, 196 гв., 1646 иптап, 9, 477, 494, 496 горно-вьючн. минп, 5 и 65 гв. мп, 37 зенад (1400, 1404, 1408, 1412 зенап)                                                                | -                                        | -                                 | 9 исбр, 897 осапб                     | -                |
| 01.08.1944    | 11 ск (24, 226, 271 сд), 95 ск (66 гв., 138, 351 сд), 17 гв. ск (8 сд, 2 гв. вдд), 9 пласт., 317 сд                                | 146 пабр, 839 гап, 196 гв., 1646 иптап, 9, 477, 494 и 496 горно-вьючн. минп, 5 гв. мп, 269 гв. зенап                                                                                                  | 33 одн брп                               | -                                 | 9 исбр, 897 осапб                     | -                |
| 01.09.1944    | 3 гск (128 гв., 242, 318 гсд), 11 ск (226, 271 сд), 95 ск (66 гв., 24, 351 сд)                                                     | 146 пабр, 98 гв. кап, 839 гап, 196 гв., 1642 иптап, 9, 477, 494, 496 горно-вьючн. минп, 269 гв. зенап, 104 озадн                                                                                      | -                                        | -                                 | 4 горн. исбр, 897 осапб               | 179 орро         |
| 01.10.1944    | 18 гв. ск (66 гв., 151, 161, 317 сд), 95 ск (24, 351 сд)                                                                           | 146 пабр, 196 гв. иптап, 477 горно-вьючн. минп, 269 гв. зенап | отб трофейных танков (б/н)               | -                                 | 4 горн. исбр, 897 осапб               | 179 орро         |
| 01.11.1944    | 18 гв. ск (66 гв., 151, 317 сд), 30 ск (141, 155, 351 сд), 95 ск (2 гв. вдд, 24 сд)                                                | 146 пабр, 805 гап, 294 гв., 1506, 1672 иптап, 195, 197, 253, 477 горно-вьючн. минп, 269 гв. зенап, 95 озадн                                                                                           | 5 гв. тбр, 875 сап, отб трофейных танков | -                                 | 4 горн. исбр, 897 осапб               | 179, 180 орро    |
| 01.12.1944    | 17 гв. ск (8, 138 сд), 95 ск (24, 351 сд), 2 гв. вдд, 237 сд                                                                       | 146 пабр, 805 гап, 294 гв., 130, 1642, 1672 иптап, 195, 197, 253, 477 горно-вьючн. минп, 76 зенад (223, 416, 447, 591 зенап), 269 гв., 1485 зенап, 104 озадн                                          | 5 гв. тбр, 108 гв., 875, 1666 сап        | -                                 | 4 горн., 9 исбр, 897 осапб            | 179, 180 орро    |
| 01.01.1945    | 17 гв. ск (2 гв. вдд, 8, 138, 237 сд), 95 ск (24, 351 сд)                                                                          | 146 пабр, 294 гв., 130, 1672 иптап, 195, 253, 477 горно-вьючн. минп, 269 гв., 1485 зенап, 95, 104 озадн                                                                                               | 5 гв. тбр, 108 гв., 875, 1666 сап        | -                                 | 4 горн. исбр, 9 исбр, 897 осапб       | 179, 180 орро    |
| 01.02.1945    | 17 гв. ск (8, 138 сд), 24 сд, 159 УР                                                                                               | 146 пабр, 294 гв. иптап, 195, 253, 477 горно-вьючн., 281 минп, 269 гв., 1485 зенап, 95, 104 озадн | 108 гв. сап                              | -                                 | 9 исбр, 4 горн. исбр, 897 осапб       | 179, 180 орро    |
| 01.03.1945    | 17 гв. ск (8, 138 сд), 24 сд, 159 УР                                                                                               | 146 пабр, 294 гв. иптап, 477 горно-вьючн., 281 минп, 269 гв. зенап | 108 гв. сап                              | -                                 | 9 исбр, 897 осапб                     | 179, 180 орро    |
| 01.04.1945    | 17 гв. ск (8, 138 сд), 24 сд, 159 УР                                                                                               | 146 пабр, 294 гв. иптап, 477 горно-вьючн., 281 минп, 269 гв. зенап | 108 гв. сап                              | -                                 | 9 исбр, 897 осапб                     | 179, 180 орро    |
| 01.05.1945    | 17 гв. ск (8, 138 сд), 24 сд, 159 УР                                                                                               | 146 пабр, 294 гв. иптап, 477 горно-вьючн., 281 минп, 269 гв. зенап | 108 гв. сап                              | -                                 | 9 исбр, 897 осапб                     | -                |

Части войск связи:
- 88-й отдельный Ужгородский[18] полк связи.[19]

| В составе  | В составе               | В составе                 | В составе |
| На дату    | Фронт                   | Группа войск              |           |
| ---------- | ----------------------- | ------------------------- | --------- |
| 25.06.1941 | Южный фронт             |                           |           |
| 01.07.1941 | Южный фронт             |                           |           |
| 01.08.1941 | Южный фронт             |                           |           |
| 01.09.1941 | Южный фронт             |                           |           |
| 01.10.1941 | Южный фронт             |                           |           |
| 01.11.1941 | Южный фронт             |                           |           |
| 01.12.1941 | Южный фронт             |                           |           |
| 01.01.1942 | Южный фронт             |                           |           |
| 01.02.1942 | Южный фронт             |                           |           |
| 01.03.1942 | Южный фронт             |                           |           |
| 01.04.1942 | Южный фронт             |                           |           |
| 01.05.1942 | Южный фронт             |                           |           |
| 01.06.1942 | Южный фронт             |                           |           |
| 01.07.1942 | Южный фронт             |                           |           |
| 01.08.1942 | Северо-Кавказский фронт |                           |           |
| 01.09.1942 | Северо-Кавказский фронт |                           |           |
| 01.10.1942 | Закавказский фронт      | Черноморская группа войск |           |
| 01.11.1942 | Закавказский фронт      | Черноморская группа войск |           |
| 01.12.1942 | Закавказский фронт      | Черноморская группа войск |           |
| 01.01.1943 | Закавказский фронт      | Черноморская группа войск |           |
| 01.02.1943 | Закавказский фронт      | Черноморская группа войск |           |
| 01.03.1943 | Северо-Кавказский фронт | Черноморская группа войск |           |
| 01.04.1943 | Северо-Кавказский фронт |                           |           |
| 01.05.1943 | Северо-Кавказский фронт |                           |           |
| 01.06.1943 | Северо-Кавказский фронт |                           |           |
| 01.07.1943 | Северо-Кавказский фронт |                           |           |
| 01.08.1943 | Северо-Кавказский фронт |                           |           |
| 01.09.1943 | Северо-Кавказский фронт |                           |           |
| 01.10.1943 | Северо-Кавказский фронт |                           |           |
| 01.11.1943 | Северо-Кавказский фронт |                           |           |
| 01.12.1943 | 1-й Украинский фронт    |                           |           |
| 01.01.1944 | 1-й Украинский фронт    |                           |           |
| 01.02.1944 | 1-й Украинский фронт    |                           |           |
| 01.03.1944 | 1-й Украинский фронт    |                           |           |
| 01.04.1944 | 1-й Украинский фронт    |                           |           |
| 01.05.1944 | 1-й Украинский фронт    |                           |           |
| 01.06.1944 | 1-й Украинский фронт    |                           |           |
| 01.07.1944 | 1-й Украинский фронт    |                           |           |
| 01.08.1944 | 1-й Украинский фронт    |                           |           |
| 01.09.1944 | 4-й Украинский фронт    |                           |           |
| 01.10.1944 | 4-й Украинский фронт    |                           |           |
| 01.11.1944 | 4-й Украинский фронт    |                           |           |
| 01.12.1944 | 4-й Украинский фронт    |                           |           |
| 01.01.1945 | 4-й Украинский фронт    |                           |           |
| 01.02.1945 | 4-й Украинский фронт    |                           |           |
| 01.03.1945 | 4-й Украинский фронт    |                           |           |
| 01.04.1945 | 4-й Украинский фронт    |                           |           |
| 01.05.1945 | 4-й Украинский фронт    |                           |           |

## Командование

### Командующий
- генерал-лейтенант Смирнов Андрей Кириллович (26.06 — 8.10.1941), (погиб в бою при выходе из окружения)
- генерал-майор Колпакчи Владимир Яковлевич (11.10 — 24.11.1941),
- генерал-майор, генерал-лейтенант Камков Фёдор Васильевич (28.11.1941 — 12.02.1942, 25.04 — 19.10.1942),
- генерал-лейтенант Смирнов Илья Корнилович (12.02 — 25.04.1942),
- генерал-майор Гречко Андрей Антонович (19.10.1942 — 5.01.1943),
- генерал-майор Рыжов Александр Иванович (5.01 — 11.02.1943),
- генерал-майор Коротеев Константин Аполлонович (11.02 — 16.03.1943),
- генерал-лейтенант, с 9 октября 1943 — генерал-полковник Леселидзе Константин Николаевич (16.03.1943 — 6.02.1944),
- генерал-лейтенант Журавлёв Евгений Петрович (6.02 — 7.11.1944),
- генерал-майор, с 20 января 1945 — генерал-лейтенант Гастилович Антон Иосифович (7.11.1944 — 05.1946).

### Член Военного совета
- корпусный комиссар Николаев Тимофей Леонтьевич (22.06 — 25.08.1941),
- бригадный комиссар Миронов Алексей Максимович (25.08 — 10.09.1941),
- дивизионный комиссар Жуков Иван Иванович (12.10 — 13.11.1941),
- бригадный комиссар Кузин Алексей Степанович (17.11.1941 — 2.05.1942),
- полковой комиссар Кириленко Андрей Павлович (17.11.1941 — 20.04.1942),
- бригадный комиссар, с 20 января 1943 — полковник Кузьмин Пётр Васильевич (2.05.1942 — 5.04.1943),
- полковой комиссар Колупаев Илларион Емельянович (21.06 — 10.12.1942),
- бригадный комиссар, с 5 декабря 1942 — полковник Гольдштейн Яков Владимирович (24.09.1942 — 5.01.1943),
- полковник Булдович Роман Елисеевич (26.03 — 27.12.1943),
- генерал-майор Колонин Семён Ефимович (1.04.1943 — 9.07.1945),
- полковник Слонь Михаил Варнаевич (27.12.1943 — 31.01.1944),
- генерал-майор Новиков Степан Митрофанович (16.02 — 15.08.1944),
- генерал-майор Ляпин, Николай Васильевич (15.08.1944 — 5.03.1945),
- полковник Игнатьев Анатолий Иванович (5.03 — 9.05.1945).

### Начальник штаба
- генерал-майор Колпакчи Владимир Яковлевич (26.06 — 10.10.1941),
- генерал-майор Леонович Иосиф Леонтьевич (11.10 — 10.12.1941, 14.01 — 20.04.1942),
- генерал-майор Баранов Алексей Михайлович (10.12.1941 — 13.01.1942),
- генерал-майор Иванов Николай Петрович (20.04 — 30.07.1942),
- полковник Чирков Пётр Михайлович (1.08 — 15.10.1942),
- генерал-майор Ермолаев Александр Григорьевич (15.10 — 19.11.1942),
- генерал-майор Харитонов Андрей Александрович (19.11.1942 — 5.01.1943),
- полковник Кристальный Наум Самойлович (5.01 — 2.02.1943),
- полковник, с 28 апреля 1943 — генерал-майор Павловский Николай Осипович (3.02.1943 — 18.03.1944),
- генерал-лейтенант Озеров Фёдор Петрович (19.03 — 5.09.1944),
- генерал-майор Брилёв Никита Григорьевич (5.09.1944 — 18.06.1945).

### Заместитель командующего 18-й армии по танковым войскам
- Шмыров Павел Николаевич (16.5.1942—20.9.1942)